# Maria Rita Saulle

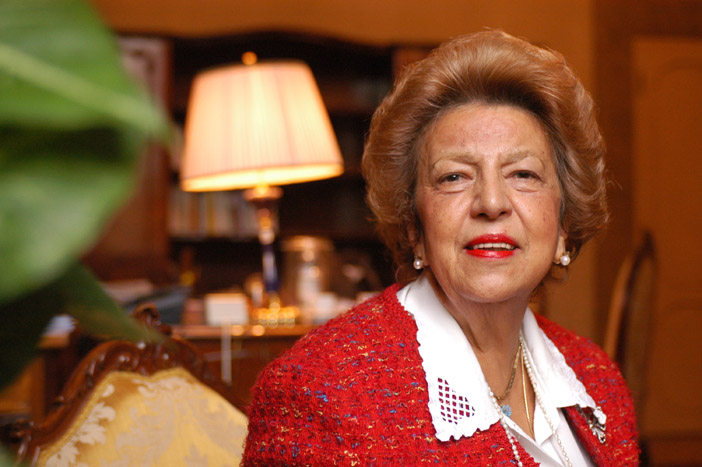
Maria Rita Saulle (2005)

Maria Rita Saulle (* 3. Dezember 1935 in Caserta; † 7. Juli 2011 in Rom) war eine italienische Rechtswissenschaftlerin und Hochschullehrerin, die zuletzt Richterin am italienischen Verfassungsgericht (Corte costituzionale) war.

## Leben
Nach dem Schulbesuch studierte Rita Maria Saulle Rechtswissenschaften an der Universität La Sapienza in Rom und beschäftigte sich nach Abschluss des Studiums insbesondere mit Völkerrecht.
1981 nahm sie den Ruf auf eine Professur für Internationales Recht an der Fakultät für Seerecht an der Universität Neapel Federico II an, ehe sie zwischen 1983 und 1986 Dozentin für Europarecht an der Scuola Superiore della Pubblica Amministrazione (SSPA), der italienischen Verwaltungshochschule, war.
Nachdem sie zwischen 1989 und 1990 wieder Professorin für Internationales Recht an der Universität Neapel Federico II war, nahm sie 1992 den Ruf auf eine Professur für Internationales Recht und Völkerrecht an der Universität La Sapienza und lehrte dort bis zu ihrer Emeritierung 2007.
Als anerkannte Fachfrau auf dem Gebiet des Internationalen Rechts nahm sie mehrfach auch an internationalen Konferenzen teil und war Beraterin verschiedener Organisationen und Institutionen. 1989 vertrat sie Italien bei der UN-Konferenz, die die am 20. November 1989 von der Generalversammlung der Vereinten Nationen verabschiedete UN-Kinderrechtskonvention erarbeitete. 1993 gehörte sie in Wien der Delegation Italiens bei einer UN-Konferenz über Menschenrechte an, ehe sie 1996 Präsidentin einer unabhängigen Internationalen Kommission über die Rückkehr der Flüchtlinge nach Jugoslawien aufgrund des Abkommens von Dayton.
Am 9. November 2005 wurde Rita Maria Saulle als zweite Frau nach Fernanda Contri zur Richterin am italienischen Verfassungsgericht ernannt und bekleidete dieses Amt bis zu ihrem Tod.

## Veröffentlichungen
Neben ihrer Lehr- und Richtertätigkeit verfasste sie mehrere Bücher zu den Themen Internationales Rechts und Internationale Organisationen. Zu ihren wichtigsten Veröffentlichungen gehören:
- L' errore negli atti giuridici internazionali, 1963
- Le avarie comuni nel diritto internazionale privato marittimo ed aereo, 1970
- NATO and its activities, 1979
- The disabled persons and the international organizations, 1981
- Saggi di diritto comunitario e di diritto internazionale privato e processuale, 1986
- The Rights of the Child, 1995
- Lezioni di diritto internazionale, 2001
- Lezioni di organizzazione internazionale, 2002
- Relazioni internazionali e diritti fondamentali, 1981-2005, 2007